# 2737 Kotka
2737 Kotka este un asteroid din centura principală, descoperit pe 22 februarie 1938, de Yrjö Väisälä.